# 世界語電影列表
世界語電影列表記錄了使用世界語作為主要語言或重要元素的電影作品。世界語作為一種人工國際輔助語言，自1887年由拉扎鲁·柴门霍夫創立以來，在電影藝術領域的應用相對罕見，但卻具有獨特的文化和語言學意義。

## 劇情片
目前有四部電影完全以世界語拍攝，分別為：
- 《恐懼》(Angoroj)/法國/1964年
- 《夢魘》(Incubus)/美國/1965年
- 《格爾達消失!》(Gerda malaperis!)/巴西/2006年
- 《父親》(La patro)/巴西

前兩部都是在1960年代拍攝，長久以來都已散失，直到近來修復。《夢魘》是一部低成本、黑白的恐怖片，由威廉·薛特納主演，但是演員的發音很糟。

## 紀錄片
最早的世界語影片可以追溯到1911年的一些新聞影片和紀錄片片段，當時在比利時舉辦第七屆國際世界語大會。1917年世界語發明者柴門霍夫的喪禮也有被拍攝記錄下來。2011年曾獲奧斯卡獎提名的導演山姆·格林(《地下氣象人》導演)拍攝了一部有關世界語歷史的紀錄片《國際語言 （页面存档备份，存于）》。

## 短片
- Senmova （页面存档备份，存于）/Tugce Sen/2009[1][2]

## 在電影與電視中使用世界語
- 1939：由克拉克·蓋博主演的美國電影《地老天荒》中，某未知歐洲國家的一個地區居民講世界語。同時在電影中也可以看到世界語以文字形式出現。
- 1939：由羅伯特·泰勒和海蒂·拉瑪主演的電影《Lady of the Tropics》中，在泰勒向拉瑪道歉之後，旁邊有一位女性講了一句世界語：「Estas bone」(沒關係)。
- 1940：由宾·克罗斯比和鮑勃·霍普主演的美國電影《新加坡之路（英语：Road to Singapore）》中，一支虛構東印度島國的原住民合唱團唱了一首歌詞是世界語的歌曲。
- 1960：波蘭作家Jean Forge（英语：Jean Forge）在1931年以世界語寫的小說《托特先生買了一千個眼睛》被德國導演Fritz Lang改編並以德語拍攝成電影《Die 1000 Augen des Dr. Mabuse》。
- 1980年代：英國科幻影集《紅矮星號》中，太空船內壁上的標語都是英世雙語的，例如在每一層的走廊上有"Level/Nivelo"、電影院外寫有"Cinema/Kinejo"，但這只出現在前兩季，後來場景重新設計後就把世界語標誌刪除了。只有一集(第二季第一集)確實有人物講出世界語：戲中角色Arnold Rimmer在努力靠著教學影片學習世界語，但仍失敗了(但他的室友Lister會世界語)。
- 1985：日本動畫《銀河鐵道之夜》中所有的標題都是世界語，在電影許多場景也可以看到世界語，例如：喬萬尼他們學校教師的黑板上、劇中歌曲的歌詞。
- 1987：塞爾維亞導演Goran Marković（英语：Goran Marković (film director)）執導的電影《Već viđeno（英语：Reflections (1987 film)）》中，主角的其中一個同事便是教授世界語的老師；一些電影場景便是在世界語課堂上，之後這位老師因為在學校表演場合上以世界語朗誦The Mountain Wreath（英语：The Mountain Wreath）而遭到訊問。
- 1994：電影《快打旋風》裡頭的街道，街上的標語都世界語；虛構國家Shadaloo所使用的語言也是世界語，電影裡也有出現該國國歌，也是以世界語寫成。
- 1997：安德魯·尼可執導的科幻電影《千鈞一髮》中，廣播是以世界語和英語播送。
- 2004：《刀鋒戰士3》中，城市所使用的第二語言為世界語，城市裡招牌上也都是使用世界語。
- 2010：電影《超人/蝙蝠俠：啟示錄》中，Kryptonian的語言是以世界語和胡言亂語混合而成的。
- 2012：日本動畫電影《哆啦A梦·大雄与奇迹之岛～动物历险记～》，劇中的貝爾加蒙德（Belegamondo）島上的原住民——克洛克族使用的語言實際上就是世界語。在電影劇情中其族人有一小部分使用世界語的對白。這個島的名字本身也是一個世界語詞彙，意為「非常美麗的世界」。並且，劇中角色，克洛克族族長的孫女科隆的渡渡鳥寵物的名字——克拉祖（Kuraĝo）也是一個世界語單詞，意為「勇氣」。同時，族長的名字奧洛（Oro）是世界語中「黃金」的意思